# Yevhen Semenenko
Yevhen Semenenko (né le 17 juillet 1984) est un athlète ukrainien, spécialiste du triple saut.
Son meilleur saut est de 17,16 m, obtenu à Yalta le 23 juillet 2009 (avec un vent favorable de 1,80 m/s).